# شهرستان پرودنگک
شهرستان پرودنگک (به لهستانی: Powiat Prudnik) یک شهرستان در لهستان است که در استان اوپوله واقع شده‌است. شهرستان پرودنگک ۵۷۱٫۱۶ کیلومتر مربع مساحت و ۵۹٬۹۳۱ نفر جمعیت دارد.